# Heliconius spurius
Heliconius spurius är en fjärilsart som beskrevs av Gustav Weymer 1893. Heliconius spurius ingår i släktet Heliconius och familjen praktfjärilar. Inga underarter finns listade i Catalogue of Life.